# Slack (software)
Slack je uzavřená obchodní komunikační platforma vyvinutá americkou softwarovou společností Slack Technologies. Slack nabízí řadu funkcí ve stylu IRC, včetně trvalých tzv. komunikačních textových místností (kanálů) uspořádaných podle témat, soukromých skupin a posílání přímých zpráv. Poprvé byl vydán v srpnu 2013.  

## Historie a vývoj
Slack byl původně vytvořen jako interní nástroj společnosti Tiny Speck Stewarta Butterfielda během vývoje online hry Glitch. Slack byl vydán v srpnu 2013.
V březnu 2015 Slack oznámil, že byl v únoru 2015 po dobu čtyři dnů napaden hackery a že některá uživatelská data byla ohrožena. Data zahrnovala e-mailové adresy, uživatelská jména, šifrovaná hesla a v některých případech i telefonní čísla a Skype ID, které uživatelé přidružili ke svým účtům. Slack přidal v reakci na útoky ke své službě dvoufaktorové ověření.
Slack byl dříve kompatibilní s otevřenými protokoly Internet Relay Chat (IRC) a XMPP, ale společnost znemožnila jejich integraci v květnu 2018.
Slack začal prodávat své akcie 26. dubna 2019 a velice rychle získal na hodnotě až 21 miliard dolarů.
Na počátku roku 2021 společnost Salesforce uzavřela dohodu o akvizici Slacku v hodnotě 27,7 miliardy amerických dolarů (přibližně 601 miliard Kč).
V červnu 2021 se hackerům podařilo nabourat do systémů herní společnosti Electronic Arts pomocí Slacku. Electronic Arts používají k interní komunikaci právě Slack a útočníkům se tak podařilo od jednoho ze zaměstnanců vylákat přihlašovací token a ukrást zdrojový kód k videohře FIFA 2021.

## Funkce
Slack nabízí mnoho funkcí podobných IRC, včetně trvalých chatovacích místností (kanálů) uspořádaných podle témat, soukromých skupin a přímých zpráv. Veškerý obsah, včetně konverzací a seznamu uživatelů lze prohledávat. Uživatelé mohou ke svým zprávám přidávat emodži, na které pak mohou ostatní uživatelé klepnout a vyjádřit tak své reakce na zprávy.
Bezplatný plán umožňuje prohlížet a prohledávat pouze 10 000 nejnovějších zpráv.

### Týmy
Slack týmy (Teams) umožňují se připojit skupinám k „pracovnímu prostoru“ prostřednictvím konkrétní adresy URL nebo pozvánky zaslané správcem nebo vlastníkem týmu. Přestože byl Slack vyvinut pro komunikaci uvnitř organizací, byl přijat jako komunitní platforma, která nahrazuje diskuzní fóra nebo skupiny na sociálních sítích (Facebooku nebo LinkedIn).

### Zprávy
Veřejné kanály umožňují členům týmu komunikovat bez použití e-mailu nebo skupinových SMS (textových zpráv). Veřejné kanály jsou přístupné všem v pracovním prostoru. 
Soukromé kanály umožňují soukromou konverzaci mezi menšími podskupinami. Tyto soukromé kanály lze použít k uspořádání velkých týmů. 
Soukromé zprávy umožňují uživatelům odesílat zprávy spíše konkrétním uživatelům než skupině lidí. Soukromé zprávy mohou obsahovat až devět lidí. Po spuštění lze skupinu soukromých zpráv převést na soukromý kanál. 

### Integrace
Slack lze napojit na mnoho služeb třetích stran a tyto integrace jsou zároveň vytvářeny komunitou uživatelů služby. Mezi hlavní integrace patří služby jako Disk Google, Trello, Dropbox, Box, Heroku, IBM Bluemix, Crashlytics, GitHub, Runscope, Zendesk,  a Zapier. V prosinci 2015 společnost Slack spustila svůj adresář softwarových aplikací („appek“), který sestával z více než 150 integrací, které si uživatelé mohou nainstalovat.
V březnu 2018 oznámila Slack partnerství s firmou Workday v oblasti finančního a lidského kapitálu. Tato integrace umožňuje zákazníkům Workday přistupovat k funkcím Workday přímo z rozhraní Slack.

### Kritika
Platforma je kritizována některými uživateli z důvodu ukládání dat výhradně na cloud servery pod kontrolou Slacku. Všechna data jsou výhradně uložena na prostředcích Slack bez technické garance privátnosti a ochrany duševního vlastnictví. Stejně tak je veškerý obsah přístupný administrátorům platformy.

## Platformy
Slack poskytuje mobilní aplikace pro iOS a Android. Dále umožňuje použití ve webovém prohlížeči. Existují desktopové aplikace pro systémy MacOS, Windows (s verzemi dostupnými na webových stránkách společnosti a prostřednictvím Windows Store) a Linux (beta). Slack je také k dispozici pro Apple Watch, což umožňuje uživatelům odesílat soukromé zprávy, vidět upozornění a odpovídat na zprávy. Tato verze aplikace byla umístěna na hlavní stránku Apple Watch v propagačním videu z roku 2015. Zároveň existuje port aplikace pro zábavní systém Super Nintendo prostřednictvím Satellaview.